# Private Peat
Private Peat er en amerikansk stumfilm fra 1918 af Edward José.

## Medvirkende
- Harold R. Peat
- Miriam Fouche - Mary Peat
- William Sorelle - Bill
- Edwin J. Grant